# Дом паметник „Йордан Йовков“
Дом-паметникът „Йордан Йовков“ е литературен музей в град Добрич, България.

## История
Открит е през 1980 г. във връзка със стогодишнината от рождението на класика на българската литература Йордан Йовков – един от най-известните ни писатели-хуманисти и майстор на разказа, чиито произведения са включени в много световни антологии и са преведени на над 40 езика.
Целта на музея е достоянията и посланията на Йовков да станат известни на повече хора – както на българи, така и на чужденци, поради което е включен в Стоте национални туристически обекта под номер 23. Музеят съхранява общо около 10 000 фондови единици, пазещи частици от живота и творческата работа на белетриста.
Голям интерес за туристите представлява забележителната художествена творба на Стоимен Стоилов в дом-паметника – „В света на Йовковите герои“, която е рисувана керамика. При честването на 30-годишнината на Съюза на архитектите в България, сградата на музея е отличена с най-високото архитектурно отличие – „Архскар“ за проектантска работа (арх. А. Стоянов, арх. П. Ганчев, арх. А. Коев, арх. Г. Михайлов).